# Joel Lebowitz
Joel Louis Lebowitz (Tjačiv, 10 maggio 1930) è un fisico e matematico statunitense noto per i suoi contributi alla meccanica statistica e alla fisica matematica.
Lebowitz ha pubblicato più di cinquecento articoli riguardanti la fisica statistica e la scienza in generale, ed è uno dei fondatori ed editori del Journal of Statistical Physics, una delle più importanti riviste peer-reviewed riguardanti la ricerca scientifica in questo settore. È stato presidente della New York Academy of Sciences.
Lebowitz è attualmente professore emerito di matematica e fisica alla Rutgers University. È anche un attivista per i diritti umani e un co-presidente a lungo termine del Committee of Concerned Scientists.

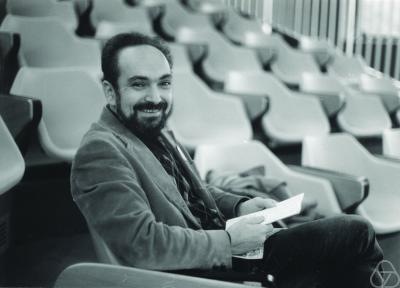
Lebowitz nel 1975

## Biografia
Lebowitz è nato a Tjačiv, all'epoca in Cecoslovacchia, ora Ucraina, nel 1930 da una famiglia ebrea. Durante la seconda guerra mondiale fu deportato con la sua famiglia ad Auschwitz, dove suo padre, sua madre e sua sorella minore furono uccisi nel 1944. Dopo essere stato liberato dal campo, si trasferì negli Stati Uniti via nave e studiò in una scuola ebraica ortodossa e al Brooklyn College. Ha conseguito il dottorato di ricerca presso la Syracuse University nel 1956 sotto la supervisione di Peter G. Bergmann, e ha continuato la sua ricerca con Lars Onsager, alla Yale University. Si è poi trasferito allo Stevens Institute of Technology nel 1957 e alla Belfer Graduate School of Science della Yeshiva University nel 1959. Infine ha ottenuto un incarico presso la Rutgers University nel 1977, dove ricopre la prestigiosa posizione di George William Hill Professor. Durante i suoi anni alla Yeshiva University e alla Rutgers University è stato in contatto con diversi scienziati e artisti, come Fumio Yoshimura e Kate Millett. Nel 1975 ha fondato il Journal of Statistical Physics (che ha guidato fino al 2018) e nel 1979 è stato presidente della New York Academy of Sciences. È stato uno dei più attivi sostenitori degli scienziati dissidenti nell'ex Unione Sovietica, in particolare degli scienziati refusnik.

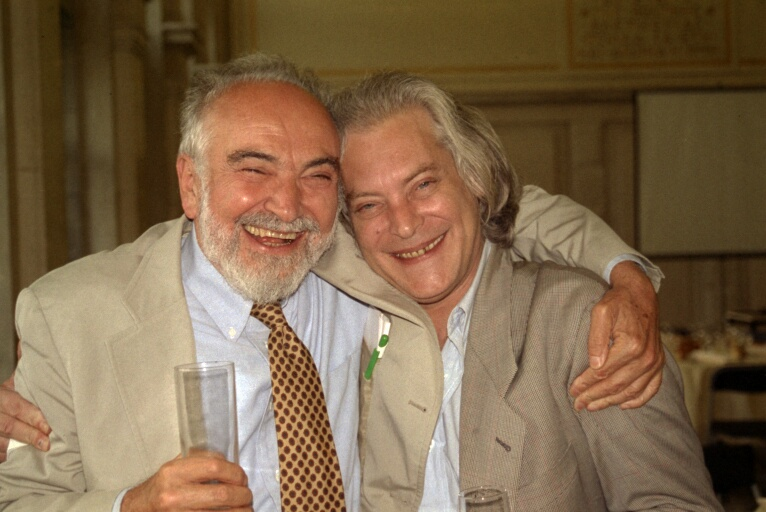
Lebowitz (a sinistra) e Mitchell Feigenbaum (a destra) (1998)

## Risultati scientifici
Lebowitz ha fornito importanti contributi alla meccanica statistica e alla fisica matematica. Ha dimostrato, insieme a Elliott Lieb, che le interazioni di Coulomb obbediscono al limite termodinamico. Ha anche stabilito quelle che oggi sono note come disuguaglianze di Lebowitz per il modello ferromagnetico di Ising. I suoi interessi attuali sono in problemi di meccanica statistica di non equilibrio.
Gli sono stati riconosciuti inoltre importanti contributi alla teoria delle transizioni di fase, dei sistemi stazionari non all'equilibrio, e allo studio delle grandi deviazioni in sistemi fuori dall'equilibrio. In uno dei suoi lavori più famosi, assieme a Herbert Spohn, ha studiato gli scambi di calore in sistemi a contatto con più bagni termici con dinamica Markoviana: la relazione trovata, detta "di fluttuazione" permette di legare le temperature dei bagni con le fluttuazioni rare del calore usando la matematica della teoria delle grandi deviazioni, in analogia con quanto trovato in precedenza da Gallavotti, Cohen e Kurchan. Tale idea è cruciale per capire il passaggio da mondo microscopico a macroscopico, ovvero la costruzione della termodinamica a partire dalla meccanica statistica, in quanto macroscopicamente le fluttuazioni rare non sono mai visibili, ma lo diventano su scale microscopiche, e ha aperto la strada a numerosi studi di altri fisici, come Derrida, Bodineau e Seifert per citarne alcuni.

## Premi e riconoscimenti
I principali premi ottenuti da Joel Lebowitz sono:
- Medaglia Boltzmann nel 1992[7]
- Premio Henri Poincaré nel 2000[8]
- Medaglia Nicholson dell'APS nel 2004[9]
- Medaglia Max Planck nel 2007[10]
- Grande Médaille dell'Accademia francese delle scienze nel 2014[11]
- Premio Dannie Heineman per la fisica matematica nel 2021[5]
- Premio Dirac dell'ICTP nel 2022[12]

Joel Lebowitz è inoltre membro dell'Accademia nazionale delle scienze degli Stati Uniti d'America e fellow dell'American Physical Society e dell'American Mathematical Society.